# Stuckenbusch
Stuckenbusch ist ein Ortsteil südlich des Stadtzentrums von Recklinghausen. 
Das ursprünglich ländliche Stuckenbusch ist heute vor allem durch Wohngebiete geprägt, die größtenteils nach 1960 entstanden sind.

## Religion
An der Friedrich-Ebert-Straße liegt die neuromanische St.-Franziskus-Kirche, an die sich ein ehemaliges Klostergebäude der Franziskaner mit Klostergarten anschließt. Das Kloster bestand von 1901 bis 1969. Seit dem Weggang der Franziskaner wird es durch Mietwohnungen sowie Räumlichkeiten für die Kirchengemeinde genutzt. Die in den 1980er-Jahren im byzantinischen Stil ausgemalte Kirche birgt eine Nachbildung des Kreuzes von San Damiano (Assisi), vor dem der Legende nach der hl. Franziskus seine Berufung erfahren haben soll. Außerdem ist die spätromantische Speith-Orgel (1908) mit 27 Registern zu erwähnen.

## Verkehr
Die VRR-Buslinien 239 und NE1 der Vestischen Straßenbahnen bedienen den Stadtteil.
Die Friedrich-Ebert-Straße ist die wichtigste Verbindung in die Innenstadt. Sie ist vierstreifig ausgebaut und verfügt im Normalzustand über Radfahrstreifen. Im Rahmen eines Verkehrsversuchs ist sie ab Sommer 2022 einstreifig mit Abbiegestreifen und sehr breiten Pop-Up-Radwegen gestaltet, wobei sehr viele gelbe Markierungen die üblichen weißen Markierungen ungültig machen.
| Linie | Verlauf | Takt (Mo–Fr) |
| ----- | --- | ------------ |
| 239   | Recklinghausen Hbf – Viehtor – Paulusviertel – Stuckenbusch – Hochlarmark – RE-Süd Bf | 15 min       |
| NE1   | Recklinghausen Hbf → Viehtor → Paulusviertel → Stuckenbusch → Hochlarmark → RE-Süd Bf → Grullbad Hochstr. → Recklinghausen-Süd → König Ludwig → Röllinghausen → Suderwich → Berghausen → Quellberg → Recklinghausen Hbf NachtExpress: In den Nächten von Freitag auf Samstag, Samstag auf Sonntag und vor Feiertagen | 60 min       |